# Mubadala World Tennis Championship 2015
Il Mubadala World Tennis Championship 2015 è stato un torneo esibizione di tennis disputato su campi in cemento. È stata la 7ª edizione dell'evento che si è svolto dal 1° al 3 gennaio 2015. Hanno partecipato sei giocatori fra i primi del mondo, con un montepremi in palio per il vincitore di 250.000 dollari. Il torneo si è svolto nel Abu Dhabi International Tennis Complex di Zayed Sports City ad Abu Dhabi negli Emirati Arabi Uniti. Questo è un torneo di preparazione all'ATP World Tour 2015.

## Partecipanti

### Teste di serie
| Nazionalità | Giocatore       | Ranking | Testa di serie* |
| ----------- | --------------- | ------- | --------------- |
| Serbia      | Novak Đoković   | 1       | 1               |
| Spagna      | Rafael Nadal    | 3       | 2               |
| Svizzera    | Stan Wawrinka   | 4       | 3               |
| Regno Unito | Andy Murray     | 6       | 4               |
| Spagna      | Feliciano López | 14      | 5               |
| Spagna      | Nicolás Almagro | 71      | 6               |

* Le teste di serie sono basate sul ranking al 22 dicembre 2014.

## Campione
Andy Murray ha vinto il torneo grazie al ritiro di  Novak Đoković prima della finale.